# Thornbury
Thornbury är en stad och en civil parish i South Gloucestershire i Storbritannien. Den ligger i grevskapet Gloucestershire och riksdelen England, i den södra delen av landet, 160 km väster om huvudstaden London. Orten har 12 063 invånare (2011). Staden nämndes i Domedagsboken (Domesday Book) år 1086, och kallades då Turneberie.